# Roze winterpostelein
De roze winterpostelein (Claytonia sibirica) is een kruidachtige plant uit de familie Montiaceae. Vroeger was de soort opgenomen in de posteleinfamilie (Portulacaceae). De plant is volgens Heukels' Flora van Nederland eenjarig, andere bronnen geven ook wel tweejarig op.
De botanische naam vindt men terug in de Franse naam 'Claytonie sibérienne', de Duitse naam 'Sibirisches Quellenkraut' en de Engelse naam 'Siberian springbeauty'. Een synoniem is Montia sibirica.
De plant wordt een 15-40 cm hoog. De plant is winterhard tot zone 3. De tegenoverstaande bladeren zijn niet vergroeid zoals bij de witte winterpostelein (Claytonia perfoliata).
De plant bloeit van april tot augustus of september. De tweeslachtige, roze (zelden witte) bloemen zijn ongeveer 1 cm groot. De 0,8-1 cm lange kroonblaadjes zijn tweespletig. De vrucht is een doosvrucht. De zaadjes rijpen van augustus tot oktober en hebben een mierenbroodje, waardoor deze door mieren versleept wordt. De plant zaait zichzelf gemakkelijk uit.
De bestuiving vindt plaats door bijen en vliegen.

## Voorkomen
De soortaanduiding sibirica geeft al aan dat de plant uit Siberië en meer algemeen Oost-Azië afkomstig is.
Volgens Weeda et al. (1985) is de plant via kwekerijen in tuinen terechtgekomen. Van hieruit zou de soort als tuinafval in bossen terecht zijn gekomen. De plant houdt van een humusrijke, zure grond zoals deze in tuinen, en aan de rand van naald- en loofbossen kan voorkomen. In steden doet de plant het goed, onder struiken en langs heggen in parken en wegbermen kan men haar aantreffen.
Naast genoemde gebieden komt de plant voor in het westen van de Verenigde Staten. Daar wordt de plant onder andere gegeten door de wapiti, een hert. Ook in Nieuw-Zeeland en in Tonga komt de plant als neofyt voor.

## Toepassingen
De bladeren kunnen zowel rauw als gekookt gegeten worden. Rauw kunnen ze in een salade verwerkt worden, gekookt kunnen ze als groente gebruikt worden. De smaak lijkt wat op die van beetwortelsap. De kleine bladeren van deze groenblijvende plant kunnen het gehele jaar gebruikt worden. In de zomer kan de smaak bitter zijn.
Een smeersel van gestampte bladeren werd wel gebruikt bij snijwonden en andere uitwendige verwondingen.
Het sap van de plant is gebruikt als oogdruppels bij pijnlijke en rode ogen.